# فدراسیون فوتبال جمهوری کنگو
فدراسیون فوتبال جمهوری کنگو (فرانسوی: Fédération Congolaise de Football, FECOFOOT‎) نهاد اداره‌کننده مسابقات فوتبال و فوتسال در کشور جمهوری کنگو است.
این فدراسیون که در سال ۱۹۶۲ تأسیس شده عضو کنفدراسیون فوتبال آفریقا و فیفا نیز می‌باشد و مقر آن در شهر برازاویل است.